# Auswechselung (Bauwesen)

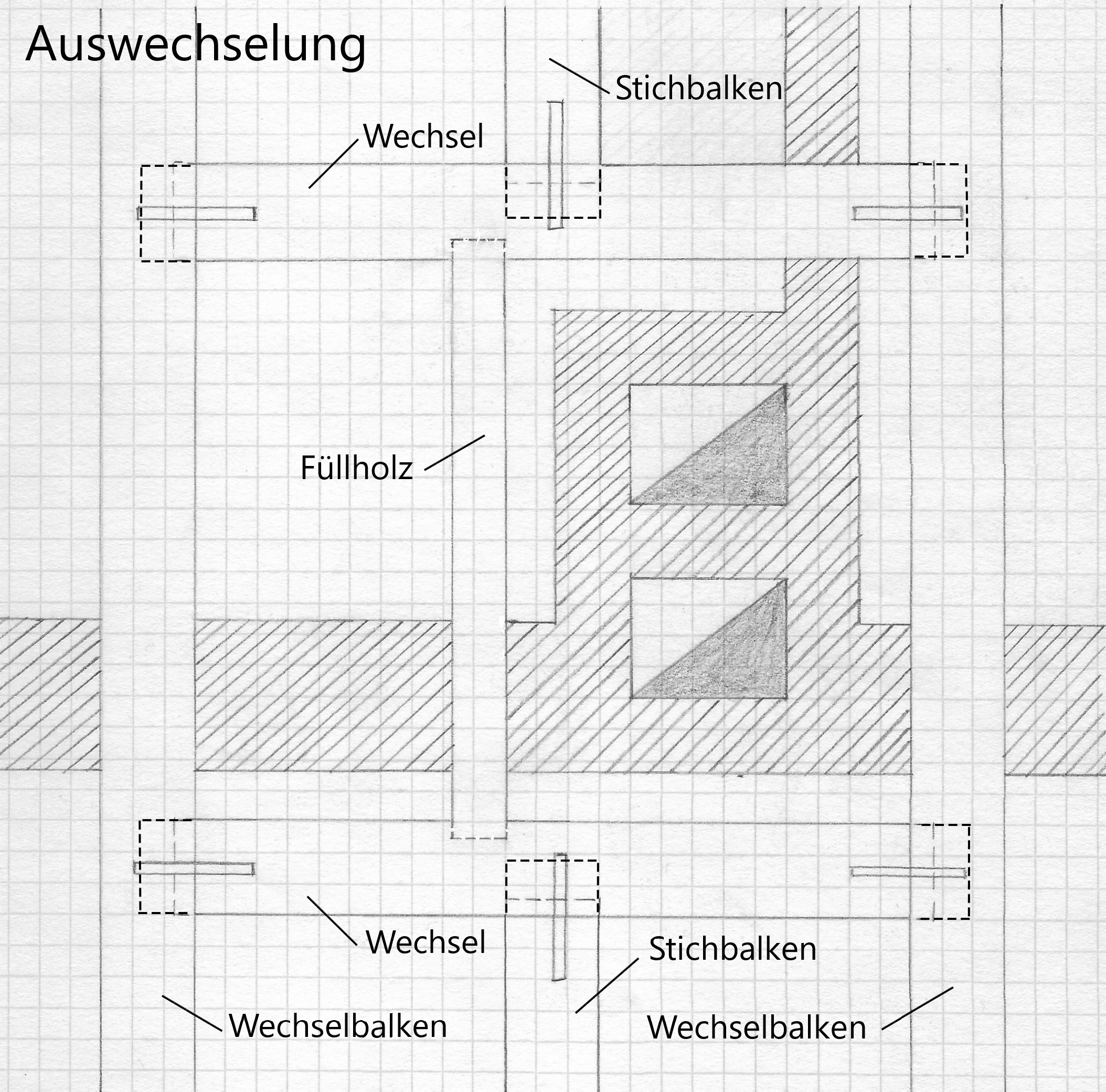
Kaminauswechselung: Balkenlage

Der Begriff der Auswechselung oder Auswechslung ist im Bauwesen historisch insbesondere mit der Unterbrechung einer hölzernen Balkenlage oder Sparrenlage verbunden. Diejenigen Balken, die rechtwinklig zur eigentlichen Verlegerichtung eingebaut sind, werden als Wechsel bezeichnet. Ihre Aufgabe besteht darin, Lasten aufzunehmen und seitlich einzuleiten.
Auswechselungen kommen heute auch in Konstruktionen des Stahlbaus vor. Auch Deckenplatten aus Stahlbeton-Fertigteilen können in den Randbereichen von Öffnungen mit Wechseln aus Stahl abgefangen werden. Ebenso werden Ortbetondecken im Bereich von Aussparungen durch entsprechende Bewehrung ausgewechselt.

## Holzbau
Auswechselungen können im Holzbau in Balkenlagen und Sparrenlagen vorkommen. Treppen machen häufig eine Unterbrechung der Balkenlage der Geschossdecke notwendig. Deren Ränder müssen dann gegebenenfalls mit einem oder mehreren Wechseln versehen werden. In der Sparrenlage eines Daches können Fensteröffnungen eine Auswechselung notwendig machen. Häufig ist auch ein Schornstein, beziehungsweise seine Abmauerung zumindest einseitig von einem Wechsel umgeben. Diejenigen Balken einer Balkenlage, in die ein Wechsel mit seiner Stirnseite mündet, werden auch Wechselbalken genannt. Sie müssen gegebenenfalls größer dimensioniert werden.

Beispiel Wechselbalken
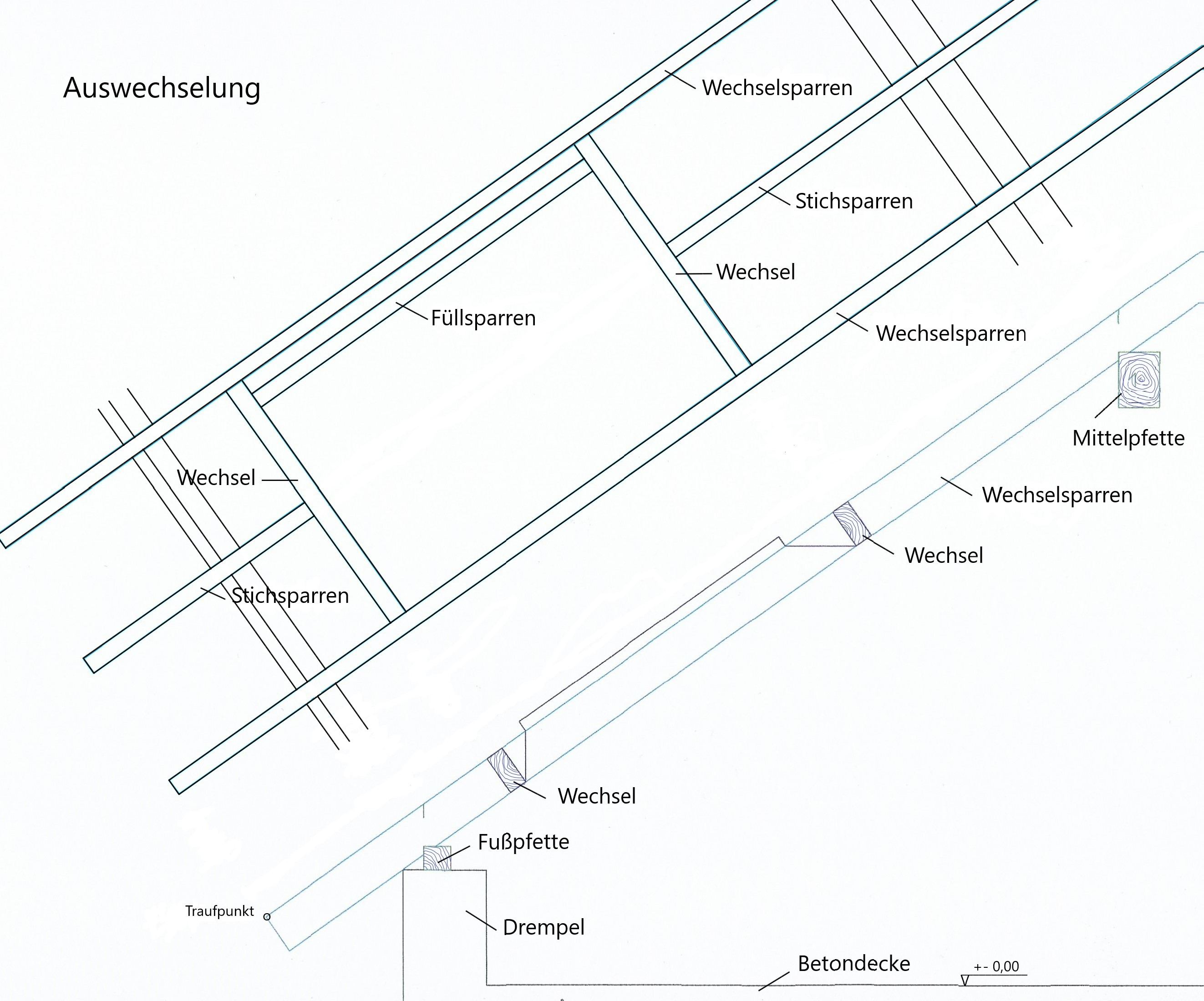
Auswechselung einer Sparrenlage für ein Dachflächenfenster

## Stahlbau
Ähnlich wie im Holzbau kann auch im Stahlbau eine Auswechselung angeordnet werden.

## Stahlbeton

Beispiel Auswechselung Betondecke

Hier wird z. B. für Aussparungen die Last durch eine Wechselbewehrung (2) auf beide Seiten verteilt. Oft ist hier eine zusätzliche Längsbewehrung (1) zur Aufnahme der zusätzlichen Lasten erforderlich. Im Bild rot dargestellt.